# Almas Atayev
Almas Atayev (24 de mayo de 1981) es un deportista kazajo que compitió en judo. Ganó una medalla de plata en los Juegos Asiáticos de 2006 en la categoría de –81 kg.

## Palmarés internacional
| Juegos Asiáticos | Juegos Asiáticos | Juegos Asiáticos | Juegos Asiáticos |
| Año              | Lugar            | Medalla          | Categoría        |
| ---------------- | ---------------- | ---------------- | ---------------- |
| 2006             | Doha (Catar)     | Medalla de plata | –81 kg           |